# Кац, Наташа
Ната́ша Кац (англ. Natasha Katz) — американский художник по свету в сфере театра. Многократный лауреат престижных театральных премий.

## Биография
Наташа Кац родилась в Нью-Йорке. Образование получила в Оберлине, окончив Оберлинский колледж. Проходила стажировку у дизайнера Роджера Моргана. Первой самостоятельной работой на Бродвее стала пьеса «Сплошная ложь».

## Избранные работы
Наташа Кац в качестве художника по свету принимала участие в создании следующих постановок (список неполный):

### Бродвейские пьесы и мюзиклы
- 1982: «Девять» (в качестве ассистента)
- 1985: «Сплошная ложь»; «Разве мы не всё?»
- 1986: «Ночи Хонки Тонк»
- 1987: «Нарушение кодекса»; «С днём рождения, мистер Эббот»
- 1989: «Цыганка»
- 1990: «Кладбищенский клуб»; «Сёгун»; «Питер Пэн»
- 1992: «Гамлет»
- 1992: «Тот, кто будет на меня смотреть»
- 1993: «Компания»; «Грандиозная ночь для пения»; «Моя прекрасная леди»
- 1994: «Красавица и чудовище» (в том числе гастрольная версия)
- 1996: «Ярмарка»
- 1997: «Берримор»; «Алый Первоцвет»
- 1997: «Кейпмэн»
- 1998: «Двенадцатая ночь»
- 1992: «Кольцо вокруг Луны»
- 2000: «Аида»; «Сьюзикл»
- 2001: «Пляска смерти»
- 2002: «Сладкий запах успеха»; «Цветочная песня»
- 2003: «Городской ковбой»; «Табу»
- 2005: «Стеклянный зверинец»; «Леннон»
- 2006: «Тарзан»; «Кордебалет» (в том числе гастрольная версия)
- 2007: «Берег Утопии»
- 2008: «Русалочка»; «Деревенская девушка»
- 2009: «Гедда Габлер»; «Импрессионизм»
- 2010: «Семейка Аддамс» (в том числе гастрольная версия); «Сборник рассказов»; «Эльф»
- 2011: «Действуй, сестра!» (в том числе гастрольная версия); «Безумие»
- 2012: «Однажды» (в том числе гастрольная версия); «Скандалы»
- 2013: «Мотаун»; «Стеклянный зверинец»
- 2014: «Аладдин» (в том числе гастрольная версия)
- 2015: «Небесный свет»; «Жижи»; «Американец в Париже» (в том числе гастрольная версия); «Школа рока»
- 2016: «Долгий день уходит в ночь»; «Мотаун» (в том числе гастрольная версия); «Кошки»

### Гастрольные версии бродвейских пьес и мюзиклов
- 2009: «Мэри Поппинс»
- 2015: «Звуки музыки»

### Другие работы
- 1978: балет «Дон Кихот» (Вашингтон)
- 1986: «Вдова Клэр» (Нью-Йорк)
- 1991: «Нищие в доме изобилия» (Нью-Йорк)
- 1992: балет «Петя и волк» (Сан-Франциско)
- 1999: «Терраса»

## Награды и номинации
| Год  | Проект                 | Премия                       | Категория             | Результат |
| ---- | ---------------------- | ---------------------------- | --------------------- | --------- |
| 1994 | «Красавица и чудовище» | «Тони»                       | Лучший свет в мюзикле | Номинация |
| 1998 | «Алый Первоцвет»       | «Outer Critics Circle Award» | Лучший свет           | Номинация |
| 1999 | «Двенадцатая ночь»     | «Драма Деск»                 | Лучший свет           | Номинация |
| 1999 | «Двенадцатая ночь»     | «Тони»                       | Лучший свет в пьесе   | Номинация |
| 2000 | «Аида»                 | «Тони»                       | Лучший свет в мюзикле | Победа    |
| 2002 | «Сладкий запах успеха» | «Драма Деск»                 | Лучший свет           | Номинация |
| 2002 | «Сладкий запах успеха» | «Тони»                       | Лучший свет в пьесе   | Номинация |
| 2006 | «Тарзан»               | «Тони»                       | Лучший свет в мюзикле | Номинация |
| 2007 | «Берег Утопии»         | «Драма Деск»                 | Лучший свет           | Победа    |
| 2007 | «Берег Утопии»         | «Тони»                       | Лучший свет в пьесе   | Победа    |
| 2007 | «Берег Утопии»         | «Outer Critics Circle Award» | Лучший свет           | Победа    |
| 2008 | «Русалочка»            | «Драма Деск»                 | Лучший свет           | Номинация |
| 2008 | «Русалочка»            | «Тони»                       | Лучший свет в мюзикле | Номинация |
| 2010 | «Семейка Аддамс»       | «Драма Деск»                 | Лучший свет           | Номинация |
| 2011 | «Действуй, сестра!»    | «Outer Critics Circle Award» | Лучший свет           | Номинация |
| 2012 | «Однажды»              | «Тони»                       | Лучший свет в мюзикле | Победа    |
| 2012 | «Безумие»              | «Тони»                       | Лучший свет в мюзикле | Номинация |
| 2014 | «Аладдин»              | «Outer Critics Circle Award» | Лучший свет           | Номинация |
| 2014 | «Стеклянный зверинец»  | «Тони»                       | Лучший свет в пьесе   | Победа    |
| 2015 | «Американец в Париже»  | «Outer Critics Circle Award» | Лучший свет           | Номинация |
| 2015 | «Американец в Париже»  | «Тони»                       | Лучший свет в мюзикле | Победа    |
| 2015 | «Верхний свет»         | «Тони»                       | Лучший свет в пьесе   | Номинация |